# Секс и ярость
«Секс и ярость» (англ. Sex & Fury в прокате англоязычных стран, оригинальное название — 不良姐御伝 猪の鹿お蝶, «Иносико Отё: История плохой девушки») — кинокартина 1973 года режиссёра Норифуми Судзуки с участием популярной в Японии актрисы Рэйко Икэ. Сюжетные линии часто пересекаются, вызывая большое количество неожиданных поворотов, сексуальных сцен и кровавых столкновений.
Фильм является известным примером направления Pinky violence, изобилующим чрезмерным насилием и сексуальным контентом. Лента неоднократно упоминается в качестве работы, вдохновившей Квентина Тарантино (как сюжетом, так и визуальным рядом) на проект «Убить Билла». На основе фильма «Секс и ярость» в том же 1973 году снят не менее известный его сиквел «История женщины-якудза».

## Сюжет
Япония, конец XIX века. Три бандита из якудза убивают полицейского, достигшего больших успехов в расследовании их преступлений. Перед смертью он успевает вручить своей маленькой дочери три игральные карты ханафуда с изображением кабана, оленя и бабочки. Эти животные вытатуированы на спинах трёх его убийц. Оставшись сиротой, девушка вынуждена выживать в криминальном мире, где постепенно в совершенстве осваивает навыки карманной кражи, шулерство и владение мечом под именем Иносико Отё.
Однажды придя в дом Иномора-сан она становится участницей разборки игроков друг с другом. Умирая, один из них вручает ей сберегательную книжку на 500 иен и просит отдать её своей сестре Юки в Токио. Бандиты пытаются убить её и отобрать деньги, пока она принимает ванну, но Отё голая разделывается с ними во дворе дома с помощью меча.
Когда героиня приезжает в Токио, выясняется, что Юки собираются отдать влиятельному владельцу судостроительной компании Ивакура, который любит девственниц. Ивакура предлагает Отё сыграть в карты с условием, что если выиграет она, то пусть забирает себе Юки, а если он, то заберёт обеих девушек себе. Отё соглашается.
Во время игры Отё знакомится с британской шпионкой Кристиной, с которой играет в покер. Во время игры в здание врываются вооружённые ножами и мечами люди, которые пытаются убить влияетельного политика Курокаву. Кристина видит главаря нападавших Сёносукэ и теряет спокойствие. Отё тоже знает Сёносукэ — однажды она уже спасла его от погони после неудачной попытки нападения на Ивакуру.
Ивакура отпускает Юки, но перед этим насилует её. Юки рассказывает Отё, что у насильника на спине вытатуирован олень. Отё замышляет месть.
Тем временем полиция находит убежище Сёносуке и его приверженцев. Спасаясь от полиции, он забегает в бордель и просит его спрятать. Отё прячет юношу. Затем в разговоре выясняется, что у них общие враги. Двадцать лет назад разразился крупный скандал, связанный с железной дорогой. Ивакура и Курокава убили полицейского (отца Отё) и завладели показаниями. Они также убили отца Сёносукэ, и теперь он безрезультатно пытается убить босса преступного синдиката, ставшего теперь крупным политиком.
Якудза приходят в бордель и забирают в плен приёмную мать Отё и других девушек. Отё сама приходит к преступникам, добивается освобождения подруг и встречается с Ивакурой. Перед сексом с ним она намазывает тело ядом, так что Ивакура в муках умирает. Отё спрашивает его, кто был третьим убийцей, но Ивакура не открывает ей тайну. После смерти, Отё кладет на тело Ивакуры карточку оленя.
Тем временем, английский шпион Гиннесс посещает Курокаву вместе с Кристиной, которой даёт задание соблазнить политика и выкрасть секретные документы. Сёносуке наблюдает за сценой секса через окно, и видит татуировку в виде кабана на спине Курокавы. Когда жена Курокавы рассказывает новость про убийство Ивакуры, Кристина общается с Сёносукэ, убеждая его пока не убивать политика. Выясняется, что Кристина любила Сёносукэ, пока тот жил в Англии.
Сёносуке и Отё устраивают засаду в поезде, в котором Курокава с Кристиной едут из Токио в Осаку, но неудачно. Сёносуке выбрасывают из поезда, а Отё окружают католические монахини с ножами. Связанную цепями Отё бьёт плетью Кристина: пытки происходят в подвале дома Курокавы на фоне витража с изображением Иисуса. После окончания пытки связанную верёвками Отё навещает жена Курокавы, которая признаётся девушке, что она её мать. Она пытается освободить Отё, перерезая верёвки, но тот появляется Курокава, который заставляет её показать дочери татуировку в виде бабочки (которая видна только под горячим душем), а затем душит женщину.
Гиннесс же устраивает ловушку Кристине и Сёносуке на железнодорожной станции и убивает обоих. Однако у Кристины хватает сил на то, чтобы воткнуть меч Сёносуке в сердце шпиона. Сцена смерти влюблённых, которые умирают, держась за руки под колокольный звон, полна глубокого драматизма.
Отё тем временем перерезает верёвку лезвием бритвы, спрятанном в карте ханафуда, а затем появляется в доме Курокавы, полном полицейских, и начинает убивать всех присутствующих, пробиваясь к Курокаве. Израненная Отё преследует Курокаву, который пытается скрыться в подвале. Курокава достаёт пистолет и начинает стрелять. Огнестрельное оружие не помогает преступнику: метко брошенная катана попадает ему прямо в сердце. Поднеся револьвер к татуировке, Отё несколько раз стреляет в нарисованный глаз кабана.
Выйдя во двор дома, Отё оттирает кровь с груди снегом и уходит. Падающий снег представляется ей падающими с неба картами ханафуда.

## В ролях
- Рэйко Икэ — Отё Иносико
- Кристина Линдберг — Кристина
- Тадаси Нарусэ — Сёносукэ
- Сэицабуро Кавацу — Курокава
- Хироси Нава — Ивакура
- Ёко Михара — жена Курокавы
- Тайдзи Тонояма — Токудзо Касаи

## История создания фильма
По воспоминаниям Кристины Линдберг, когда она летела в Стокгольм, к ней подошли двое японских мужчин, которые предложили съемки в Японии. Ей ответ был «Почему бы нет?» и вскоре она поехала сниматься в Японию на студию Toei. Актриса провела в японии два с половиной месяца, снявшись в фильме «Секс и ярость», а затем в фильме Садао Накадзимы «Королева порно: секс-тур по Японии» (Porno Queen: Japan Sex Tour).

## Художественные особенности и критика
Российский критик Иван Денисов назвал фильм «безумным в лучшем смысле слова гибридом боевика и эротики». Обозрение «DVD Talk» считает, что выдающимся фильм делает уже одна из первых его сцен, в которой принимающая ванну Иносико даёт отпор неожиданно напавшим на неё двум десяткам бандитов, используя при этом не только катану, но и кости домино. Бой переходит во внутренний дворик. Обнажённая и, казалось бы, абсолютно уязвимая девушка в ночной темноте ведёт схватку со множеством противников под замедленное падение снега, на глазах краснеющего от проливаемой крови. При абсурдности и не реалистичности происходящего, с художественной точки зрения эпизод снят блестяще. Австралийский критик Родерик Хэз также отмечает бесспорную стилистическую и тематическую смелость картины, сравнивая её при этом с работами испанца Хесуса Франко. Кроме того, он выделяет искреннюю убедительность Рэйко Икэ, ставшую, с его точки зрения, самой достоверной героиней в истории кинобоевика.
Неожиданно высокая оценка дана шведской секс-звезде Кристине Линдберг. При ограниченных актёрских способностях она, благодаря энергетике и отличной физической форме, становится визуальным центром каждого её эпизода. Сцены же изнасилования и смерти шпионки хотя и крайне сомнительны с этической точки зрения, являются одними из наиболее впечатляющих в кинематографе.
Картина оказала художественное влияние не только на творчество Квентина Тарантино, которое упомянуто выше. Норифуми Судзуки цитировал также постановщик Роберт Родригес.